# Luis Contreras
Luis Contreras Barba conocido como Luis Contreras (Maipo, Chile , 29 de enero de 1903 - Antofagasta, Chile, 19 de diciembre de 1975) fue un futbolista chileno, miembro fundador del club Colo-Colo .

## Biografía
Luis Contreras el día 19 de abril de 1925, fue quien sugirió el nombre del cacique Mapuche Colo-Colo para el nuevo equipo tras la separación del Magallanes; nombre que buscaba identificarse con lo verdaderamente chileno.

## Clubes
| Club       | País  | Año         |
| ---------- | ----- | ----------- |
| Magallanes | Chile | 1920 - 1925 |
| Colo-Colo  | Chile | 1925 - 1928 |
| San Luis   | Chile | 1928        |
| Colo-Colo  | Chile | 1931        |

## Palmarés

### Campeonatos nacionales
| Título                                                | Club       | País  | Año  |
| ----------------------------------------------------- | ---------- | ----- | ---- |
| Copa República de la Asociación de Fútbol de Santiago | Magallanes | Chile | 1920 |
| Copa República de la Asociación de Fútbol de Santiago | Magallanes | Chile | 1921 |
| Liga Metropolitana                                    | Colo Colo  | Chile | 1925 |
| Liga Central de Football de Santiago                  | Colo Colo  | Chile | 1928 |